# Audi V8 DTM
Az Audi V8 quattro DTM (gyári kód: R6) az Audi V8 típusból a Német Túraautó-bajnokság (Deutsche Tourenwagen Meisterschaft, DTM) versenyeire épített, 1990-1992 között használt versenyautó volt. Ez volt az első típus, amivel két egymás utáni évben (1990-91) sikerült megnyerni a DTM-et, illetve ez volt a sorozat első összkerékhajtású versenyautója.

## Áttekintés
A V8 DTM a maga korában egyedülállónak bizonyult: az akkori mezőny legnagyobb hengerűrtartalmú és legnehezebb autója volt, ráadásul az egyetlen, ami összkerékhajtással készült. A 3,6 literes, V8-as motorral hajtott, 1.220 kg-os saját tömegű autóval a maga korában csak az Opel Omega versenyváltozatát lehetett összemérni, ami azonban valamivel kisebb és kevésbé sikeres volt. A DTM-ben korábban igen eredményes BMW E30 M3 1990-es, Sport Evolution változata és a sikersorozatát akkoriban megkezdő Mercedes-Benz 190E 2.5 Evolution 2 modellje 2,5 literes motorral készült, jóval kisebb karosszériával, 900 kg körüli tömeggel. A többinél jóval nehezebb és erősebb autóval azonban – nem kis meglepetésre – sikerült két egymás utáni évben is megnyerni a bajnokságot. A V8 DTM sikerei nyomán nyert létjogosultságot az összkerékhajtás a pályaversenyeken.

## Története

### Előzmények
Az Audi versenyosztályát az 1980-as években a raliprogram kötötte le: a quattro coupé különböző változatai a rali-világbajnokságon arattak sikereket. A FIA azonban 1987-től megtiltotta a B csoportos raliautók indulását a világbajnokság futamain, így az addigi fejlesztések egyszeriben feleslegessé váltak. A felhalmozott tapasztalatot azonban megpróbálták hasznosítani: 1988-ban és 1989-ben a tengerentúlon próbálkoztak pályaversenyzéssel. Az IMSA GTO sorozatban az Audi 90 quattro, míg a Trans-Am sorozatban az Audi 200 quattro megfelelően átalakított változatával versenyeztek. Az autók motorja és hajtáslánca a raliautókén alapult és a korábbi gyári ralicsapat versenyzője, Walter Röhrl is vezette őket.
A sikerek után az akkor népszerű európai DTM-sorozatot célozták meg a versenyosztálynál, azt remélve, hogy a sportsikerek kellő reklámértékkel bírnak majd. A korábbi autók tapasztalatai alapján négyajtós, összkerékhajtású pályaautót szerettek volna építeni. Ekkorra már beérett az öthengeres, turbómotoros, összkerékhajtású túraautók receptje, de a DTM szabályai 1990-től megtiltották a feltöltött motorok használatát, ezért más alapokra kellett építkezni. Mivel a sportprogram korábban az öthengeres turbómotor használatára épült, ezért az Audinak csak egyetlen nagy teljesítményű szívómotorja volt, amelyet az 1988-ban megjelent V8 típusban használtak. Így ebből alakították ki az új versenyautót.
Az autó homologizációjához az A csoport előírásai értelmében szükség volt egy műszaki alapként szolgáló utcai típusra is. Ezért a V8-ból gyártottak egy V8 Evo nevű utcai kivitelt, a gyáritól eltérő, 17 collos könnyűfém felnikkel, kis első és hátsó légterelőkkel. Az első évben ugyanis a V8 alapváltozatát használták homologizációs alapként, ezért a versenyautón nem lehettek légterelők.

### 1990: Nagyszerű kezdés
A V8 DTM 1990-ben jelent meg a versenypályákon. Az autók a Konrad Schmidt Motorsport (SMS) csapat színeiben versenyeztek, Hans-Joachim Stuck, Walter Röhrl és Frank Jelinski vezetésével. A bemutatkozás felemásan sikerült: az idénynyitó zolderi fordulóban még csak Hans-Joachim Stuck indult és bár az első futamon megfutotta a leggyorsabb versenykört, végül csak 14 lett. A második futamon azonban már a dobogóra állhatott: 3. helyezést ért el. A berlini AVUS pályán aztán megszerezte a típus első két győzelmét: mindkét versenyen diadalmaskodott és a versenyek leggyorsabb köreit is megfutotta. Ez után visszaesés következett, majd a nürnbergi Norisringen tartott fordulóra már két autóval érkezett a csapat és Hans-Joachim Stuck, illetve Walter Röhrl kettős győzelmet arattak az első versenyen (utóbbi a verseny leggyorsabb körét is megfutotta). Az utolsó, Hockenheimringen tartott fordulóra készült el a harmadik versenyautó is. Ez a forduló a márka teljes sikerét hozta: mindkét versenyen hármas Audi-győzelem született, Stuck-Jelinski-Röhrl sorrendben. A szezon végén Hans-Joachim Stuck 189 ponttal megszerezte a bajnoki címet, 12 ponttal megelőzve a BMW-vel versenyző Johnny Cecottót és 37-tel a mercedeses Kurt Thiimt.

#### Eredmények
| Dátum               | Helyszín                 | Hans-Joachim Stuck | Walter Röhrl    | Frank Jelinski |
| ------------------- | ------------------------ | ------------------ | --------------- | -------------- |
| 1990. április 1.    | Zolder                   | 14. hely 3. hely   |                 |                |
| 1990. április 8.    | Hockenheimring           | 6. hely 2. hely    |                 |                |
| 1990. április 22.   | Nürburgring              | kiesett 16. hely   |                 |                |
| 1990. május 6.      | AVUS                     | 1. hely            |                 |                |
| 1990. május 20.     | Mainz-Finthen repülőtér  | 15. hely 20. hely  |                 |                |
| 1990. június 3.     | Wunstorf repülőtér       | 1. hely            |                 |                |
| 1990. június 16.    | Nürburgring Nordschleife | kiesett 11. hely   |                 |                |
| 1990. július 1.     | Norisring                | 1. hely 3. hely    | 2. hely 5. hely |                |
| 1990. augusztus 5.  | Diepholz repülőtér       | 14. hely 8. hely   | 9. hely kiesett |                |
| 1990. szeptember 3. | Nürburgring              | 11. hely 10. hely  | 8. hely 1. hely |                |
| 1990. október 14.   | Hockenheimring           | 1. hely            | 3. hely         | 2. hely        |

- félkövér: a verseny legjobb körét futotta
- dőlt: megszerezte az 1. rajthelyet

|     | Pilóta             | Autó                      | Pontszám |
| --- | ------------------ | ------------------------- | -------- |
| 1.  | Hans-Joachim Stuck | Audi V8 quattro DTM       | 189      |
| 2.  | Johnny Cecotto     | BMW M3 Sport Evolution    | 177      |
| 3.  | Kurt Thiim         | Mercedes 190E 2.5-16 Evo2 | 162      |
| 11. | Walter Röhrl       | Audi V8 quattro DTM       | 72       |
| 18. | Frank Jelinski     | Audi V8 quattro DTM       | 30       |

### 1991: Címvédés

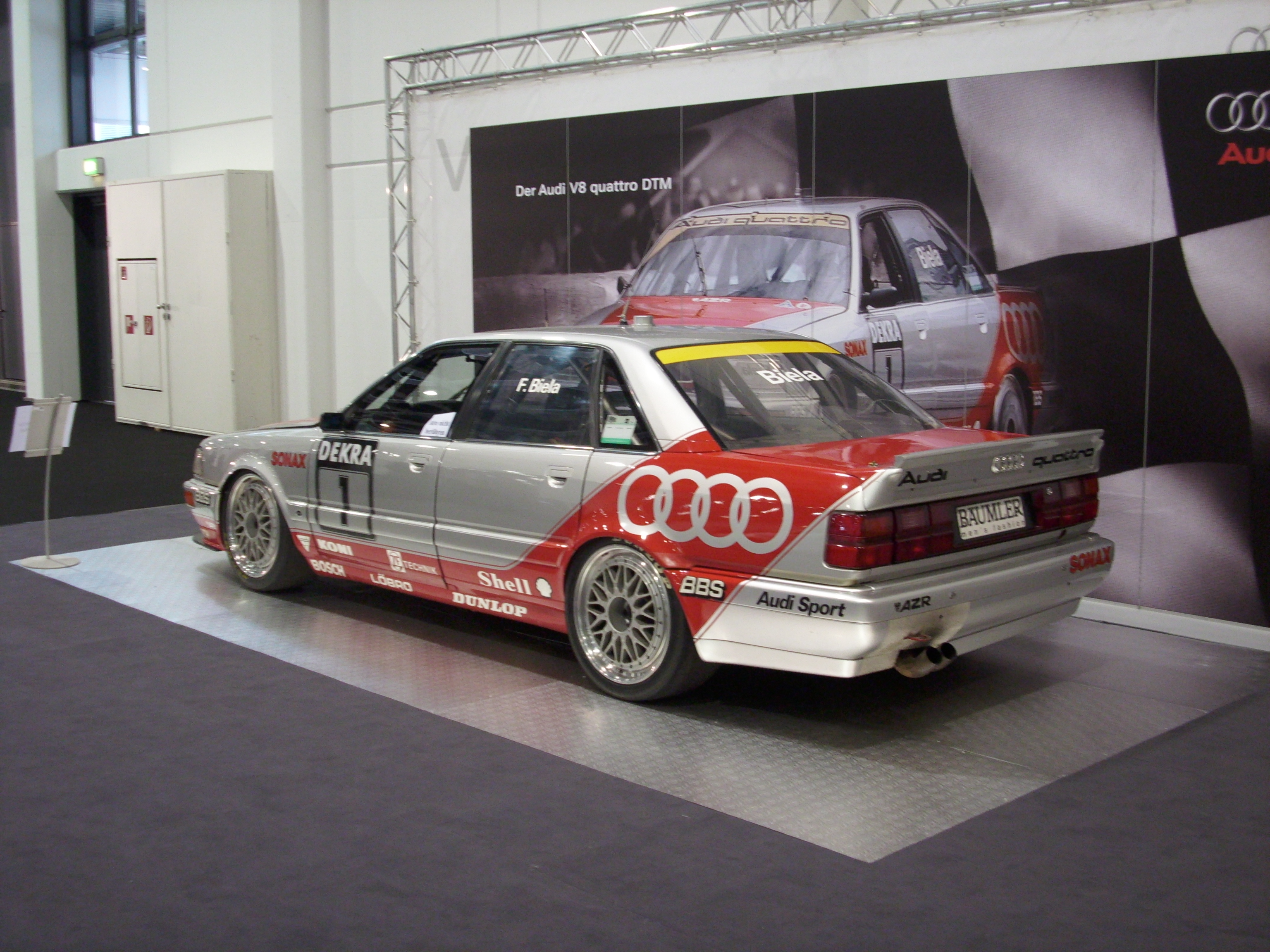
Frank Biela autója hátulról

Az 1991-es szezonban már két csapat versenyzett az Audi autóival: a Schmidt Motorsportnál (SMS) maradt Hans-Joachim Stuck és Frank Jelinski, az újonnan érkező Audi Zentrum Reutlingennél (AZR) pedig Frank Biela és Hubert Haupt állt rajthoz. A szezonkezdet szokatlanul nehéz volt: csak a 4. fordulóban, a berlini AVUS-on tartott versenyen sikerült győzelmet aratnia az Audinak. Nem is akármilyet: az első fordulóban az első négy, a másodikban az első három helyen végeztek a négykarikás versenyautók, először Hans-Joachim Stuck, majd Frank Biela vezetésével. Stuck még háromszor, a Norisringen, a diepholzi repülőtéren és a Singenben tartott versenyen diadalmaskodott, Biela pedig Singenben egyszer, Doningtongban és a Hockenheimringen kétszer tudott győzni. Ez utóbbi volt az Audi második nagy győzelme az idényben: először hármas, majd négyes diadalt arattak. Bár a singeni forduló második versenyén Frank Biela a második helyen ért célba, egy szabálytalan manőver miatt kizárták a versenyből. Így a különösen eredményes Mercedes-Benzekkel és Klaus Ludwiggal a végsőkig csatázva 174 ponttal, csupán 8 pontos előnnyel lett bajnok, első ízben megvédve egy márka bajnoki címét. A dobogó harmadik fokára Hans-Joachim Stuck állhatott fel.

#### Eredmények
| Dátum                | Helyszín           | Frank Biela      | Hans-Joachim Stuck | Frank Jelinski    | Hubert Haupt              | Walter Röhrl    |
| -------------------- | ------------------ | ---------------- | ------------------ | ----------------- | ------------------------- | --------------- |
| 1991. március 31.    | Zolder             | 15. hely 3. hely | 9. hely 2. hely    | 17. hely 10. hely | 19. hely nem állt rajthoz |                 |
| 1991. április 14.    | Hockenheimring     | 19. hely 3. hely | 11. hely 26. hely  | 12. hely 6. hely  | 26. hely nem állt rajthoz |                 |
| 1991. április 21.    | Nürburgring        | 6. hely 7. hely  | 10. hely kiesett   | 11. hely 8. hely  | 15. hely 11. hely         |                 |
| 1991. május 5.       | AVUS               | 2. hely 1. hely  | 1. hely 2. hely    | 3. hely kiesett   | 4. hely 3. hely           |                 |
| 1991. június 9.      | Wunstorf repülőtér | 5. hely 4. hely  | 16. hely 11. hely  | kiesett           | 10. hely kiesett          |                 |
| 1991. június 30.     | Norisring          | 5. hely 11. hely | 6. hely 1. hely    | 7. hely 5. hely   | 8. hely kiesett           |                 |
| 1991. augusztus 4.   | Diepholz repülőtér | 4. hely 6. hely  | 1. hely 4. hely    | 21. hely kiesett  | kizárva 16. hely          |                 |
| 1991. szeptember 8.  | Nürburgring        | 8. hely 11. hely | 9. hely 16. hely   | kiesett kiesett   | kiesett nem állt rajthoz  |                 |
| 1991. szeptember 15. | Alemannenring      | 1. hely kizárva  | 3. hely 1. hely    | 4. hely 3. hely   | kiesett nem állt rajthoz  |                 |
| 1991. szeptember 29. | Hockenheimring     | 1. hely          | 14. hely 2. hely   | 2. hely 3. hely   |                           | 3. hely 4. hely |
| 1991. október 6.     | Brno               | 11. hely 7. hely | kiesett            | 16. hely 6. hely  | 12. hely kiesett          |                 |
| 1991. október 20.    | Donington Park     | 1. hely          | kiesett 8. hely    | 6. hely 16. hely  | kiesett nem állt rajthoz  |                 |

- félkövér: megfutotta a verseny leggyorsabb körét
- dőlt: megszerezte az 1. rajthelyet

|     | Pilóta             | Autó                      | Pontszám |
| --- | ------------------ | ------------------------- | -------- |
| 1.  | Frank Biela        | Audi V8 quattro DTM       | 174      |
| 2.  | Klaus Ludwig       | Mercedes 190E 2.5-16 Evo2 | 166      |
| 3.  | Hans-Joachim Stuck | Audi V8 quattro DTM       | 158      |
| 10. | Frank Jelinski     | Audi V8 quattro DTM       | 83       |
| 15. | Hubert Haupt       | Audi V8 quattro DTM       | 26       |
| 17. | Walter Röhrl       | Audi V8 quattro DTM       | 22       |

### 1992: Kizárás és kivonulás a DTM-ből
Az 1992-es szezonra az ellenfelek minden korábbinál jobban készültek: a Mercedes-Benz már nagyon szerette volna megszerezni az első bajnoki címét, amihez egy évvel korábban igen közel jártak, a BMW-t pedig zavarta, hogy nem tudtak érdemben beleszólni a bajnoki címért folytatott harcba. Az Audi nagyjából 300 kg-mal nehezebb volt a legfőbb ellenfeleknél, ezt pedig valahogyan ellensúlyozni kellett. Így újra módosítottak a motoron, amely ekkor már hivatalosan 465 lóerős volt. A szezon első versenye – szokás szerint – nem sikerült valami fényesen, de a nürburgringi fordulóban már bezsebelhetett egy hármas győzelmet a csapat. A folytatás viszont gyengébben sikerült: ez volt a szezon során az egyetlen győzelmük.
A többi csapatnak azonban feltűnt, hogy a V8-ak hangja megváltozott: a korábbi mély dörmögés helyett magasabb hangfekvésben szóltak és többször volt motorproblémájuk is, mint korábban. A BMW óvást nyújtott be, melynek kapcsán megállapították, hogy Frank Biela autójában szabálytalan volt a forgattyústengely, így a wunstorfi futam után visszamenőlegesen kizárták. Az ezt követő jogi csatározás során újra rajthoz állhattak az Audik, majd ismét illegálisnak minősült a főtengely, ezt megelégelve a gyár a június 18-ai nürburgringi forduló után nem állt többé rajthoz, kivonult a DTM-ből. Az utolsó eredményük Frank Biela futamon elért 15. helye volt. Az év végén Biela a 15., Stuck a 18., Jelinski a 19., Haupt pedig a 23. helyen zárt.

#### Eredmények
| Dátum             | Helyszín                 | Frank Biela       | Hans-Joachim Stuck | Frank Jelinski           | Hubert Haupt             |
| ----------------- | ------------------------ | ----------------- | ------------------ | ------------------------ | ------------------------ |
| 1992. április 5.  | Zolder                   | 3. hely kiesett   | kiesett            | 15. hely kiesett         | 16. hely kiesett         |
| 1992. április 19. | Nürburgring              | 1. hely 18. hely  | 2. hely 12. hely   | 3. hely 11. hely         | 12. hely 14. hely        |
| 1992. május 3.    | Wunstorf repülőtér       | kizárva           | 11. hely kiesett   | 12. hely 13. hely        | 15. hely kiesett         |
| 1992. május 10.   | AVUS                     | kiesett 8. hely   | 6. hely kiesett    | kiesett nem állt rajthoz | 10. hely kiesett         |
| 1992. május 24.   | Hockenheimring           | 21. hely 14. hely | 19. hely kiesett   | kiesett 12. hely         | kiesett nem állt rajthoz |
| 1992. június 18.  | Nürburgring Nordschleife | 14. hely 15. hely | 23. hely kiesett   | kiesett                  |                          |

|     | Pilóta             | Autó                      | Pontszám |
| --- | ------------------ | ------------------------- | -------- |
| 1.  | Klaus Ludwig       | Mercedes 190E 2.5-16 Evo2 | 228      |
| 2.  | Kurt Thiim         | Mercedes 190E 2.5-16 Evo2 | 192      |
| 3.  | Bernd Schneider    | Mercedes 190E 2.5-16 Evo2 | 191      |
| 15. | Frank Biela        | Audi V8 quattro DTM       | 35       |
| 18. | Hans-Joachim Stuck | Audi V8 quattro DTM       | 21       |
| 19. | Frank Jelinski     | Audi V8 quattro DTM       | 12       |
| 23. | Hubert Haupt       | Audi V8 quattro DTM       | 1        |

### A V8 után
Miután a V8-cal kivonultak a DTM-ből, nem ért véget az Audi túraautó-programja. Új típust fejlesztettek az STW szabályrendszer alapján az éppen aktuális B4 80-asból, a V8-hoz hasonlóan quattro-hajtással. Ez a jóval kisebb, kétliteres motorral szerelt autó méretben már hasonló volt azokhoz, amelyek a DTM-ben a V8 ellenfelei voltak, de soha nem versenyzett azokkal. Az összkerékhajtást a későbbiekben, a B5 A4-ből épített hasonló autóban is megőrizték.
A kivonulás után 12 évvel, 2004-ben aztán ismét V8-as motorral szerelt, négyajtós karosszériára épülő gyári Audik álltak rajthoz a DTM-ben. Ám ez a DTM már nem az volt, amiben a V8 versenyzett, hanem az új, Deutsche Tourenwagen Masters sorozat. A karosszéria csak körvonalaiban hasonlított az A4-esre, a motor pedig teljesen egyedi volt és a hátsó kerekeket hajtotta. 

## A főtengely-ügy
Az Audi kivonulásához vezető ügy oka az 1992-es autók főtengelyének kivitele volt. A V8 gyári kivitelű főtengelye 90°-os elékeléssel készült, vagyis a négy forgattyúcsap egymáshoz képest 90°-kal volt elfordítva. A mérnökök azonban az 1992-es versenyautókon ezt a főtengelyt új kivitelűre cserélték, amely 180°-os elékelésű volt. Így a forgattyúcsapok egy síkban helyezkedtek el, ez jó hatással volt a motor teljesítményére. Nagyobb fordulatot lehetett így elérni, viszont a motor kiegyensúlyozatlanná vált, a rezgései erősödtek.
Az új főtengellyel a motorok hangja megváltozott: a korabeli beszámolók szerint magasabb lett. Ez tűnt fel először a többi csapatnak, de az Audi azzal védekezett, hogy csak az új kipufogórendszer miatt változott meg az autók hangja. Csakhogy a magasabb hangon énekelő autók gyorsabban is hullottak: nagy mértékben növekedett a műszaki hibák száma, pedig korábban a V8-ak megbízhatónak bizonyultak. A 180°-os elékelés miatt jobban remegő motorok sorozatban mentek tönkre, ez csak fokozta a gyanút a többi csapatban, hogy valami megváltozott az Audik motorjában.
A bizonytalan kimenetelű lépés azonban elkerülhetetlen volt az Audi részéről: az autójuk a nagy karosszéria és motor, illetve az összkerékhajtás miatt eleve jóval nehezebb volt a többinél, ezen pedig a büntetősúly-rendszer csak tovább rontott: az első futamon, 1990-ben, Zolderben 1.220 kg volt az autó megengedett legkisebb tömege, az 1991-es wustdorfi forduló előtt pedig már 1.290 kg, amit akkor mérsékeltek 1.250 kg-ra. Eközben a versenytársak 1 tonna alatt jártak: a BMW M3 Sport Evolution 920, a Mercedes-Benz 190E 2.5-16 Evolution 2 980 kg-os megengedett legkisebb tömeggel versenyzett. A 300 kg-os tömeghátrány ledolgozásához a motorból a lehető legnagyobb teljesítményt kellett kihozni, már csak azért is, mert a V8 összkerékhajtása nagyobb veszteségekkel működött, mint az ellenfelek hátsókerekes hajtáslánca.
Az új Audik egyre gyanúsabbak voltak, majd a wunstorfi forduló után a BMW óvást nyújtott be, miszerint Frank Biela autójában nem homológ főtengely volt. Az ügyben illetékes ONS (Oberste Nationale Sportkommission für den Automobilsport in Deutschland) a futam után visszamenőlegesen kizárta a versenyzőt, később azonban újra engedték versenyezni az Audikat. A BMW ekkor újabb óvást nyújtott be, ezt azonban elutasították. A vizsgálat során sikerült kideríteni, hogy a versenyautó főtengelye ugyanolyan anyagból van, mint a szériaautóé, vita tárgyát képezte azonban az, hogy ez elegendő-e annak megállapítására, hogy a főtengely a szériaalkatrészből származik. Az Audi azzal védekezett, hogy a szériaalapú főtengelyből indultak ki az új darab készítésekor, csak utólag kovácsolták át úgy, hogy 90°-os helyett 180°-os elékelésű legyen. A DTM ekkori szabályai ugyanis megengedték a szériaalkatrészek módosítását, a gyár pedig csupán erről volt szó. A V8-ak süllyesztékben kovácsolt főtengelye a kovácsolás után 180°-os elékelésű volt, a szériaautókhoz ezt csavarták el megfelelően, hogy 90°-os darabot kapjanak. Állításuk szerint a versenyautóknál is ez történt, csak a csavarás végén újból 180°-os elékelésű főtengelyt kaptak.
Kérdéses volt azonban, hogy ez technikailag lehetséges-e. A többi csapat azt állította, erre nem volt mód, a főtengely kovácsolása során eleve más darabból indultak ki, tehát az nem homológ. A nürburgringi forduló előtt döntött az ONS: a főtengelyt illegálisnak, a homologizálttól eltérőnek minősítette. A döntés nyomán törölték az Audik 1992-es DTM-eredményeit, a gyári csapat a továbbiakban nem használhatta az új, 1992-es motorokat. Ennek hatására pár nappal a norisringi forduló előtt a gyár bejelentette, hogy kiszáll a DTM küzdelmeiből. Dieter Basche, az Audi sportfőnöke azt hozta fel indokként, hogy nem volt kellő mennyiségű régebbi specifikációjú, 1991-es motorjuk, amivel szabályosan versenyezhettek volna.
Az ügy megosztotta a szakmát és a közönséget: sokan hibáztatták az életszerűtlen, kiskapuktól hemzsegő szabályozást, többen felemlegették az eljárást elindító BMW 1987-es, hasonló szabálysértését, de akadtak olyanok is, akik – az Audi korábbi ralibotrányaiból kiindulva – egyetértettek a döntéssel. Szakmai körökben még az is felmerült, hogy bizonyos személyes ellentétek vezettek az ügy kirobbanásához, illetve hogy a DTM-projektre csillagászati összegeket költő, de addig bajnoki cím nélkül szereplő Mercedes-Benz állt a háttérben. Ezek azonban pletykaszinten maradtak, a hivatalos álláspontok nem változtak meg.

## Műszaki jellemzők
Az autót az A csoportba homologizálták, tehát az utcai modellre kellett épülnie, kisebb módosításokkal. Ezért a versenyautó – az utcai V8-hoz hasonlóan – a 100/200 sorozat átalakított platformjára épült, a vázszerkezetet azonban bukócsővel erősítették meg. A motor is a szériagyártmányból származott, megfelelően átalakítva, eleinte 420, az autó pályafutásának vége felé 465 lóerős teljesítménnyel. Részletek ugyan nem kerültek nyilvánosságra, de a szívó- és kipufogórendszer láthatóan módosult az utcai változathoz képest. Az erősebb motor hőháztartását nagyobb teljesítményű hűtő segítette.
A homologizációs alap az 1990-es szezonban a kéziváltós, rövid tengelytávú V8, az 1991-es és 1992-es szezonban ugyanezen típus Evo nevű különleges kiadása volt. A versenyautóban az utcai autóhoz hasonlóan hatfokozatú kéziváltó dolgozott, de a keményebb igénybevétel miatt kéttárcsás karbon kuplung közbeiktatásával. A középső és hátsó differenciálművek a szériagyártmánynak megfelelően Torsen-rendszerűek voltak és állandó összkerékhajtás vitte át a nyomatékot a pályára. Ennek előnyei különösen nedves pályán mutatkoztak meg: az 1991-es szezon utolsó versenyén, a Hockenheimringen az összkerékhajtás jobb tapadása is segített a Mercedes-Benzek legyőzésében. Száraz aszfalton a hátsókerékhajtású BMW-k és Mercedes-Benzek, illetve az összkerékhajtású Audi közötti különbség nem volt ennyire látványos. A differenciálművek külön kenőolaj-hűtőket kaptak, hogy elviseljék a nagyobb terhelést.
A futóművet és a fékeket a versenyzés igénybevételének megfelelően módosították: keményebb rugók, erősebb alkatrészek, nagyobb teljesítményű fékek segítették a minél jobb köridők elérését. Az utcai modell öt csavarral rögzített 17"-os kereke helyett 18"-os átmérőjű, központi csavaros könnyűfém BBS versenykerekeket szereltek fel a módosított kerékagyakra. A kerekekre húzott Dunlop versenygumik elöl-hátul azonos méretűek voltak az összkerékhajtás miatt.
Az autó aerodinamikája eleinte eléggé rossz volt. A szabályzat értelmében nem lehetett elszakadni a homologizációs alapként szolgáló modell megoldásaitól, a V8 pedig ezen a téren eléggé gyengének bizonyult: mivel nem sportkocsinak, hanem luxusautónak készült, teljesen hiányoztak róla a leszorítóerőt növelő légterelők. Az 1990-es autókra ezért nem is kerülhettek fel ezek az aerodinamikai elemek, így az olyan gyors pályákon, mint például az AVUS és a wunstorfi repülőtéri pálya, ahol a nagy teljesítmény miatt különösen nagy (eseteként 300 km/h fölötti) sebességet értek el, nagyon instabilnak bizonyultak. Az 1991-es szezontól kezdődően azonban az időközben erre a célra fejlesztett és gyártott Evo változat volt a homologizációs alap. Ezen már elöl, a lökhárító alatt és hátul, a csomagtérfedél peremén apró légterelők voltak, amelyek felkerültek a versenyautókra is. Ezzel sikerült valamennyire javítani a helyzeten. A vetélytársak azonban még így is előnyben voltak, mivel mind a BMW M3 Sport Evolution, mind a Mercedes-Benz 190E 2.5-16 Evolution 2 a szériamodellekre épített sportváltozat volt, nagy légterelőkkel, szélesített, nagyobb kerekeknek helyet adó sárvédőkkel és egyéb, versenyre kitalált módosításokkal.
A súlycsökkentés jegyében az autó több alkatrészét (például a motorháztetőt) szénszálas műanyagból készítettek, illetve az utasteret is kiürítették, amennyire csak lehetett. Eltűntek a padlókárpitok és az ülések, a zajcsillapító burkolatok nagy részét is kiszerelték és az ajtókárpitokat vékony szénszálas műanyag lappal helyettesítették. Érdekesség viszont, hogy a műszerfal faberakásai megmaradtak, bár magába a műszerfalba is új műszerek költöztek. Az autóban egyetlen kagylóülés volt négypontos biztonsági övvel.

## Fordítás
- Ez a szócikk részben vagy egészben  az   Audi_V8 című angol Wikipédia-szócikk ezen változatának fordításán alapul.  Az eredeti cikk szerkesztőit annak laptörténete sorolja fel. Ez a jelzés csupán a megfogalmazás eredetét és a szerzői jogokat jelzi, nem szolgál a cikkben szereplő információk forrásmegjelöléseként.
- Ez a szócikk részben vagy egészben  az   Audi V8 quattro DTM című német Wikipédia-szócikk ezen változatának fordításán alapul.  Az eredeti cikk szerkesztőit annak laptörténete sorolja fel. Ez a jelzés csupán a megfogalmazás eredetét és a szerzői jogokat jelzi, nem szolgál a cikkben szereplő információk forrásmegjelöléseként.